# 정민환
정민환 은 대한민국의 MBC 보도본부 보도국 영상취재부 기자이다.

## 경력
- 1996년 MBC 보도국 영상취재부 입사
- MBC 영상취재1부 기자
- MBC 영상취재부 차장
- 2000년 MBC 카메라출동팀 기자
- 시사매거진 2580 기획보도 기자

## 수상 경력
- 2000.12. 1 취재보도 특별상
- 2008 기획보도 부문 수상(시사매거진 2580)